# Arilus cristatus

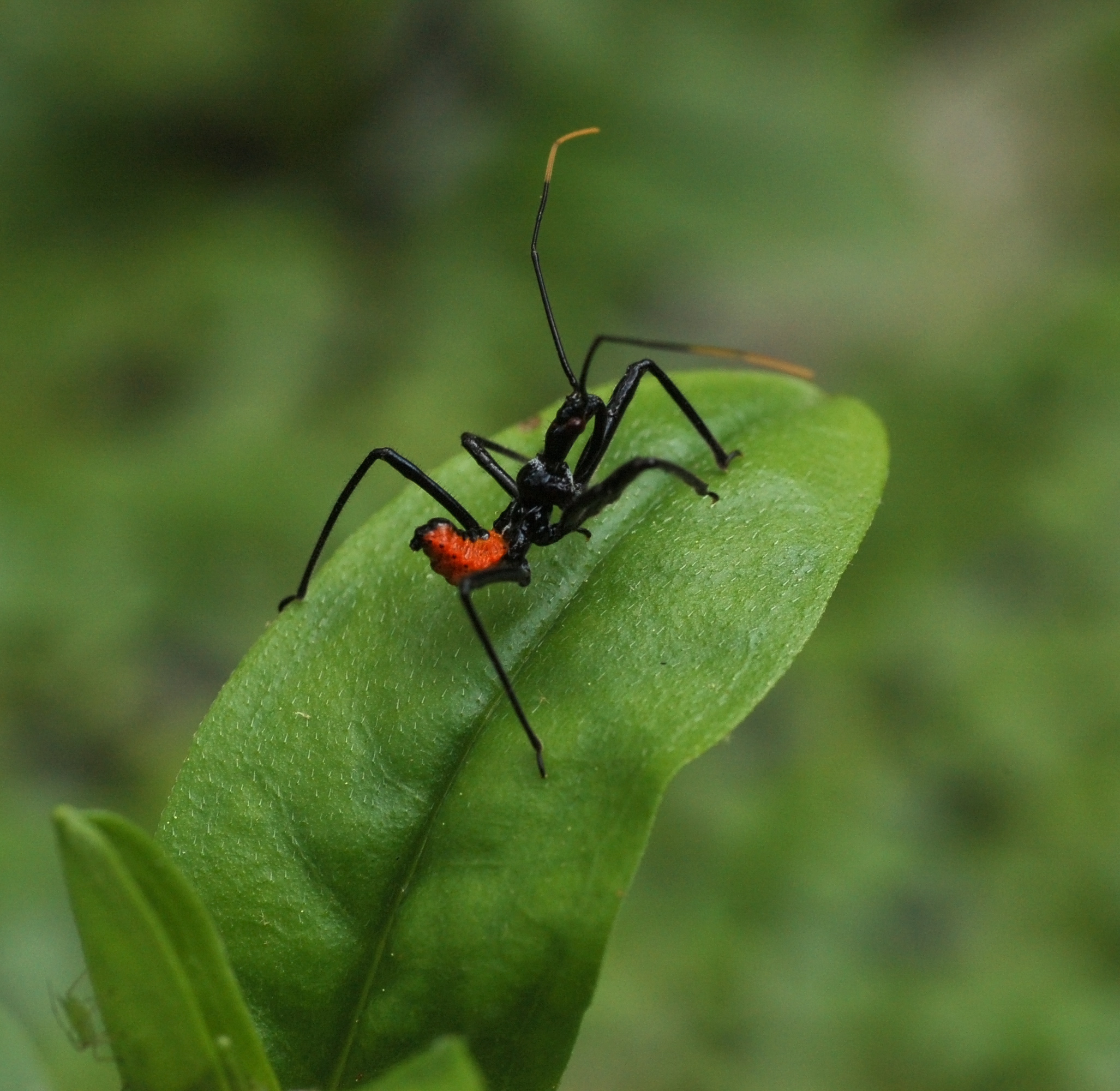
Nymphe von Arilus cristatus

Arilus cristatus ist eine Wanzenart aus der Familie der Raubwanzen (Reduviidae).

## Merkmale
Die grau bis braun gefärbten Wanzen werden 28 bis 36 Millimeter lang, wobei die Weibchen größer als ihre männlichen Artgenossen werden. Sie sind damit die größten Raubwanzen in den Vereinigten Staaten. Die Wanzen besitzen einen gezackten halbkreisförmigen Kamm auf dem Halsschild, welcher die Art in den USA unverwechselbar macht. Die Nymphen haben einen rot gefärbten Hinterleib.

## Verbreitung
Die Art kommt in der Nearktis vor. Sie ist in den Vereinigten Staaten weit verbreitet (von der Ost- bis zur Westküste), aber nicht häufig. Im Süden reicht ihr Verbreitungsgebiet bis nach Mittelamerika (Mexiko und Guatemala).

## Lebensweise
Die Wanzen gelten als wichtige Nützlinge. Sie ernähren sich räuberisch von verschiedenen Gliederfüßern, die zum Teil als Agrarschädlinge betrachtet werden. Zu ihren Beutetieren gehören Schmetterlingslarven wie Megalopyge opercularis, Blattläuse, Bienen und Afterraupen. Des Weiteren vertilgen die Wanzen Käfer und Käferlarven wie die des Japankäfers (Popillia japonica) und andere Wanzenarten wie Murgantia histrionica und die Marmorierte Baumwanze (Halyomorpha halys). Arilus cristatus bildet eine Generation pro Jahr. Die Eier werden im Herbst abgelegt. Die Nymphen schlüpfen im Frühjahr. Sie benötigen etwa 100 Tage bis zur erwachsenen Wanze. Entsprechend sind in Florida im Juni und Juli die häufigsten Sichtungen der Imagines. Bei Bedrohung können die Wanzen Menschen schmerzvolle Stiche zufügen.

## Natürliche Feinde
Es sind mindestens drei Hautflügler als Eiparasitoide von Arilus cristatus bekannt: Anastatus reduvii, Ooencyrtus johnsoni und Ooencyrtus clisiocampae.

## Etymologie
Der Namenszusatz cristatus leitet sich aus dem Lateinischen ab und bedeutet „kammtragend“. Im Englischen heißen die Wanzen auch Wheel Bugs („Radwanzen“). Beide Namen beziehen sich auf den radförmigen Kamm des Halsschildes.